# Villa Ginori (Doccia)
La Villa Ginori a Doccia si trova a Sesto Fiorentino, nella zona di Colonnata.

## Storia e descrizione
Un primo insediamento risulta già edificato nel quattordicesimo secolo ed in proprietà alla potente famiglia dei Della Tosa. Nel 1525 la villa passa nelle proprietà Ginori. Ampliata sino a raggiungere le dimensioni odierne a partire dai primi del Seicento, la villa mostra un fronte principale orientato a mezzogiorno. 
Da una stampa del XVIII secolo si notano una grande loggia al primo piano del fabbricato e grandi finestre arcuate di carattere tardo rinascimentale. Si nota inoltre la grande stufa per la coltivazione delle piante esotiche, interesse del Marchese Carlo Ginori. Egli aveva infatti inviato studiosi di Doccia in Cina e Giappone per imparare i processi delle porcellane che al ritorno portarono esemplari di piante rare e pesci che popolarono i giardini della villa.
Mentre il fronte posteriore è rivolto al pendio collinare, coperto di boschi e tagliato in senso verticale dal seicentesco e scenografico viottolone Ginori che sale raggiungendo la cima del Monte Acuto. A sud della villa si estende una superficie pianeggiante tenuta a prato, mentre a nord si trovano il giardino all'italiana, i geometrici boschetti d'agrumi e la ragnaia. 
Nel 1730 Carlo Ginori modificò in parte il carattere originario del giardino con la realizzazione di uno dei più rinomati orti botanici fiorentini. Infine, nel 1818, il Marchese Carlo Leopoldo Ginori realizzò il gran parco naturalistico costituito da un fitto bosco attraversato da sentieri e strade carrozzabili; esso venne collegato con una nuova strada collinare denominata via Piana, costruita da Carlo Leopoldo per collegare la villa di Doccia con la villa di Carmignanello.
La volta e l'altare della cappella della villa sono affrescate da Luigi Sabatelli.